# Kortrijksepoort

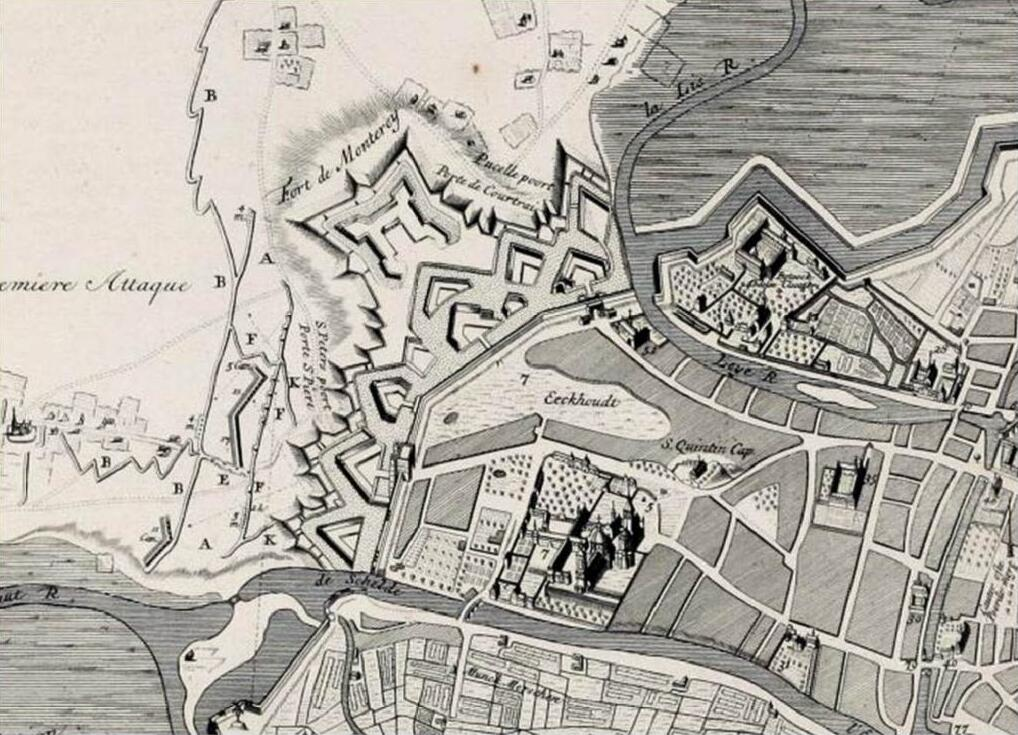
Sint-Pietersdorp, Montereyfort en centraal bovenaan de Kortrijksepoort (Porte de Courtrai)

De Kortrijksepoort is een kruispunt en verdwenen stadspoort van de Belgische stad Gent. De voormalige stadspoort werd ook Petercellepoort genoemd. De Kortrijksepoort vormt een zuidelijke toegang tot de stadskern uit de richting van de stad Kortrijk.
Op het huidige kruispunt gaat de zuidelijke toegangsweg Kortrijksesteenweg (hier de N414) over in de Kortrijksepoortstraat naar het stadscentrum en kruist er de Gentse stadsring R40, die hier de namen IJzerlaan en Charles de Kerchovelaan draagt. Op het kruispunt komt ook de Laurent Delvauxstraat uit en net ten westen sluit de korte doodlopende Persellestraat aan. Ook tramlijn 1 loopt via de Kortrijksepoort naar de stadskern.
Iets ten westen van de Kortrijksepoort stroomt een tak van de Leie verder het stadscentrum in. Een halve kilometer ten zuidoosten ligt het kruispunt Heuvelpoort.

## Geschiedenis
In de middeleeuwen lag dit gebied ten zuiden van de stadskern in het Sint-Pietersdorp, een gebied van de Sint-Pietersabdij. In de periode 1253-1254 kwam een deel binnen de toenmalige stadsomheining, die hier werd verdedigd door Kortrijksepoort. Tussen de Heuvelpoort en de Kortrijksepoort liep de Hoge Vest, die in het westen nog iets verder liep tot de Bijloke. De poort en de stadwallen werden de volgende eeuwen nog versterkt. De Petercellepoort werd later in feite drie opeenvolgende poortgebouwen met ertussen twee bruggen over de grachten. Iets ten oosten kwam later het Koepoortje, dat voor de Bijloke lag en naar de Bijlokemeersen leidde. De naam zou zijn afgeleid van het Latijnse "Petri-cella", de kluize van Sint-Pieters.
Op veel plaatsen rond Gent werd de stad beschermd doordat buiten de stadswallen een meersengebied lag dat overstroomd kon worden. Op de hoogte tussen de Heuvelpoort en de Kortrijksepoort was dit niet geval en werden in de wallen meerdere bastions ingericht. Dit deel van de verdedigingslijn werd 's Gravenbollewerk genoemd. In 1671 bouwde men op het gebied voor de wallen tussen beide poorten het Montereyfort, dat het zuiden van de stad moest verdedigen tegen de troepen van Lodewijk XIV.
Onder keizer Jozef II werd een deel van de stadwallen en -poorten afgebroken. Ook het Montereyfort verdween. In de Franse periode werd in de plaats van de Kortrijksepoort in 1808 een eenvoudige Napoleontische poort opgetrokken. Deze poort bestond uit twee zuilen met ertussen een ijzeren hek. De poort bevond zich enkele meter van het huidige kruispunt. Ervoor bevonden zich de stadsgrachten, er achter grote stadswallen. Hier moest men tol betalen om de stad binnen te komen.
In de jaren 1820 werd tijdens het Hollands bewind op de plaats van het fort de Citadel van Gent opgericht, maar deze werd vanaf het einde van de 19de eeuw alweer afgebroken en in de plaats kwam het Citadelpark. In 1860 werd het octrooirecht afgeschaft en ook de stadsomwallingen werden definitief gedempt.
Het gebied ten zuiden van de Kortrijksepoort, het vroegere landelijke gehucht Sint-Pieters-Aaigem werd nu ook verder verstedelijkt vanaf het begin van de 20ste eeuw.